# Molinos (Salta)
Pour les articles homonymes, voir Molinos.
Molinos est une petite ville de la province de Salta, en Argentine, et le chef-lieu du département de Molinos.

## Population
Sa population s'élevait à 927 habitants en 2001, en hausse de 82,8 % par rapport aux 507 résidents recensés en 1991.

## Situation
A 116 km de Cafayate, 92 km de San Carlos, c'est une localité de montagne des vallées Calchaquíes, fondée au XVIIe siècle, au confluent des ríos Humanao et Luracatao, qui forment le río Molino. Elle est située sur l'importante route nationale 40.
Le climat de la zone est sec, avec de grandes amplitudes thermiques. Maximum diurne, 18 °C. Mínimum nocturne, −2 °C.

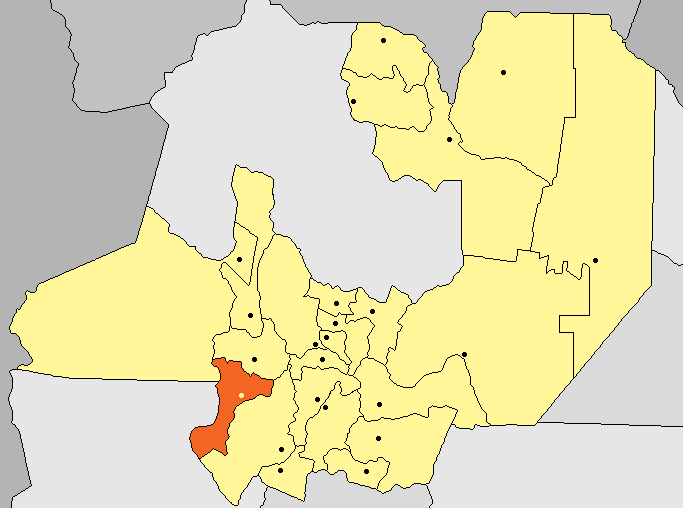
Situation de Molinos

## Curiosités
Le plus beau monument de la petite ville est son ancienne église. L'église de Molinos, garde les restes momifiés du dernier gouverneur royaliste Nicolás Severo de Isasmendi, qui ordonna de la construire à la fin du XVIIIe siècle. L'église appartint à l'encomienda avant qu'elle passe en 1760 à la curie ecclésiastique. En 1826 on la transforma en église paroissiale de Molinos. Elle a une seule nef avec deux chapelles latérales et un chœur, le tout en forme de croix. Elle possède une riche et ancienne décoration. En 1942 elle fut déclarée Monument Historique National. Elle est bien restaurée, mais est cependant en péril, car elle est trop proche du río.
Il y a aussi dans la cité une belle maison du XIXe siècle, actuellement transformée en une élégante hostellerie.

## Logement et tourisme
Molinos a une vaste variété de logements à la disposition des nombreux touristes de la zone :
maisons pour familles, campings et aussi un hôtel avec piscine et restaurant. La ville est entourée de montagnes colorées et traversée par le río Calchaquí. Ce dernier constitue une excellente piscine naturelle en été.

## Excursions
- Réserve de vigognes et Asociación de Artesanos San Pedro Nolasco de los Molinos (Association des artisans de Pedro Nolasco de los Molinos).
- Promenades à cheval et randonnées pédestres dans les environs.
- Exploitations viticoles de Colomé et d'Amaicha, connues pour leurs fameux vinos tintos (vins rouges).
- Accès à la Laguna de Brealitos qui offre des promenades dans ses environs et la possibilité de pêche de pejerreys, du côté de Seclantás, à 40 km.
- Ruines de Churcal, toutes proches, et restes du Fuerte de Tacuil (fort de Tacuil), formidable défense des Indiens natifs contre les conquistadors.